# 日本国際ポスター美術館
日本国際ポスター美術館（にほんこくさいポスターびじゅつかん）は、岐阜県大垣市にある美術館。

## 概要
国内外のポスターの収集、展示、研究、保存に関する事業を行う。1985年（昭和60年）から大垣市で世界のポスターの紹介を行っていた大垣ポスター展実行委員会によって1996年（平成8年10月25日）開館。特定非営利活動法人日本国際ポスター美術館が運営する。
収蔵するポスターは日本・ポーランド・アメリカ合衆国・ソビエト連邦・フィンランド・ドイツ・スイスなどである。また、アンリ・ド・トゥールーズ＝ロートレック、テオフィル・アレクサンドル・スタンラン、ジュール・シェレ、レオネット・カッピエロ、アドルフ・ムーロン・カッサンドルなどの作品も収蔵する。
岐阜協立大学校内の7号館（講堂）の1階の一画にある。常設展の他、大垣祭り世界のポスター展などの特別展、2年に1回の招待展を開催している。
岐阜県まちかど美術館・博物館に登録されている。

## 利用案内
- 所在地：岐阜県大垣市北方町5丁目50　岐阜協立大学7号館1階
- 開館時間：10:00 - 16:00
- 休館日：土日曜日、祝日、年末年始、お盆、GWなど
- 入館料：無料

## 交通アクセス

### 公共交通機関
- 名阪近鉄バス「岐阜協立大学」バス停より徒歩すぐ
  - JR東海・樽見鉄道・養老鉄道「大垣駅」北口より岐阜協立大スクール線、大垣女子短大スクール線、「岐阜協立大学」行き　※登校日のみ運行
- 名阪近鉄バス「三津屋」バス停より徒歩約5分
  - JR東海・樽見鉄道・養老鉄道「大垣駅]」南口（大垣駅前バスのりば）より大垣大野線「大野バスセンター」行き